# Monte Peralba
Le Monte Peralba en italien (ou Hochweisstein en allemand) est un sommet des Alpes, à 2 694 m, dans les Alpes carniques, en Italie (limite entre la Vénétie et le Frioul-Vénétie Julienne).
La roche a cependant la couleur typique des Dolomites.